# Federación General de Sindicatos Campesinos Japoneses
La Federación General de Sindicatos Campesinos Japoneses (日本農民組合総同盟, Nihon nōminkumiai sōdōmei) fue una organización de agricultores en Japón. La organización se formó el 7 de marzo de 1927. Fue una iniciativa del Partido Socialdemócrata para ganar terreno entre los campesinos. La organización funcionaba como la contraparte rural del centro sindical del Sodomei.
Según Beckmann y Okubo, el lanzamiento de la Federación General de Sindicatos de Campesinos Japoneses fue un fracaso absoluto, y que solo pudo reclutar entre 300 y 400 campesinos en el área de Kanto. Según su relato, la organización estaba limitada por el hecho de que su liderazgo estaba compuesto por líderes laborales urbanos del Sodomei con pocos contactos en las zonas rurales. K. Matsuoka, un líder del Partido Socialdemócrata, sin embargo, afirmó que la organización tenía más de 35,000 miembros a partir de 1930. En ese momento, la organización buscaba la unificación con la Unión Campesina de Todo Japón. La fusión se finalizó en 1931, cuando las dos organizaciones se unificaron en la (nueva) Unión de Campesinos de Japón (que no debe confundirse con la organización anterior con el mismo nombre).